# Complexe sportif Guy Drut
Complexe sportif Guy Drut – wielofunkcyjny stadion w Saint-Cyr-sur-Loire, we Francji. Może pomieścić 3000 widzów. Obiekt był jedną z aren piłkarskich Mistrzostw Europy U-17 w 2004 roku (rozegrano na nim dwa spotkania fazy grupowej turnieju), a także Mistrzostw Europy kobiet U-19 w 2008 roku (odbyły się na nim również dwa mecze fazy grupowej tych zawodów).